# دو زندگی (ترانه)
«دو زندگی» (ایتالیایی: Due vite) ترانه‌ای از خواننده و ترانه‌سرا ایتالیایی مارکو منگونی از هفتمین آلبوم استودیویی‌اش پوست (۲۰۲۲) است. این ترانه در ۸ فوریه ۲۰۲۳ به‌عنوان سومین تک‌آهنگ آلبوم ازطریق سونی میوزیک منتشر شد.